# ابوالحسن دادور
ابوالحسن دادور (۱۳۰۶ - ۱۳۷۱) نماینده مجلس، شهردار و فرماندار اهل ایران بوده است.

## زندگی
ابوالحسن دادور فرزند محمدعلی دادور عمده الملک در سال ۱۳۰۶ ه.ش به دنیا آمد و پس از اخذ لیسانس در رشته تاریخ و باستان‌شناسی از دانشگاه تهران وارد خدمت دولت شد. او نماینده مجلس و شهردار رشت بود. او در سال ۱۳۵۲ ه.ش به سمت شهردار رشت انتخاب شد و تا سال ۱۳۵۵ این سمت را بر عهده داشت.
نامبرده در سال ۱۳۵۶ ه.ش با سمت فرماندار تهران به پایتخت رفت و تا زمان انقلاب سال ۱۳۵۷ ایران این سمت را برعهده داشت و پس از برگزاری رفراندم جمهوری اسلامی در ۱۲ فروردین ۱۳۵۸ از خدمات دولتی منفصل گردید.
ابوالحسن دادور عاقبت در سال ۱۳۷۱ خورشیدی درگذشت.

## منبع
- هومن یوسفدهی (تاریخ)، «نمایندگان گیلان در مجالس قانونگذاری»، مجله گیله وا، ش. ۸۴، ص. ۳۷ تاریخ وارد شده در |تاریخ= را بررسی کنید (کمک)
- باقر عاقلی (۱۳۸۰)، «فصل کتاب»، شرح حال رجال سیاسی و نظامی معاصر ایران، مجلد 2، تهران: نشر گفتار / نشر علم، ص. صفحه از پارامتر ناشناخته |ISBN شابک= صرف‌نظر شد (کمک)